# Bruna Lombardi
Bruna Patrizia Maria Teresa Romilda Lombardi (Río de Janeiro) es una actriz, modelo y escritora brasileña.

## Carrera

### Cine
- El príncipe (2002)

### Televisión
| Año  | Título                         | Personaje           | Notas                  |
| ---- | ------------------------------ | ------------------- | ---------------------- |
| 1977 | Sin Pañuelo, sin Documento     | Carla               |                        |
| 1978 | Aritana                        | Dra. Estela         |                        |
| 1980 | Un Hombre Muy Especial         | Mariana             |                        |
| 1982 | Avenida Paulista               | Anamaria            |                        |
| 1983 | Loco Amor                      | Patrícia Dumont     |                        |
| 1985 | Grande Sertão: Veredas         | Diadorim            |                        |
| 1986 | Memorias de un Gigolô          | Lu                  |                        |
| 1986 | Rueda de Fuego                 | Lúcia Brandão       |                        |
| 1992 | De Cuerpo y Alma               | Betina Lopes Jordão |                        |
| 1996 | El Fin del Mundo               | Gardênia            |                        |
| 1999 | Andando en las Nubes           | Frida               |                        |
| 2002 | El Quinto de los Infiernos     | Blanca Camargo      |                        |
| 2007 | Mandrake                       | Lena                | Participación especial |
| 2017 | La Vida Secreta de las Parejas | Sofia               |                        |

- Datos: Q3645559
- Multimedia: Bruna Lombardi / Q3645559